# Kanton Épinac
Der Kanton Épinac war bis 2015 ein französischer Kanton im Arrondissement Autun im Département Saône-et-Loire und in der Region Burgund; sein Hauptort war Épinac. Vertreter im Generalrat des Départements war zuletzt von 1992 bis 2015 Jean-François Nicolas (PS). 
Der Kanton war 150,19 km² groß und hatte 4.645 Einwohner (Stand 1999), was einer Bevölkerungsdichte von 31 Einwohnern pro km² entspricht. Er lag im Mittel auf 369 Meter über dem Meeresspiegel, zwischen 274 m in Change und 530 m in Sully. 

## Geschichte
Der Kanton ist 2015 im Kanton Autun-1 aufgegangen.

## Gemeinden
Der Kanton bestand aus elf Gemeinden:
| Gemeinde                  | Einwohner Jahr | Fläche km² | Bevölkerungsdichte | Code INSEE | Postleitzahl |
| ------------------------- | -------------- | ---------- | ------------------ | ---------- | ------------ |
| Change                    | 235 (2013)     | 6,56       | 36 Einw./km²       | 71085      | 70570        |
| Collonge-la-Madeleine     | 36 (2013)      | 5,29       | 7 Einw./km²        | 71140      | 71360        |
| Créot                     | 81 (2013)      | 2,17       | 37 Einw./km²       | 71151      | 71490        |
| Épertully                 | 65 (2013)      | 3,36       | 19 Einw./km²       | 71188      | 71360        |
| Épinac                    | 2.295 (2013)   | 25,77      | 89 Einw./km²       | 71190      | 71360        |
| Morlet                    | 74 (2013)      | 6,69       | 11 Einw./km²       | 71322      | 71360        |
| Saint-Gervais-sur-Couches | 206 (2013)     | 20,47      | 10 Einw./km²       | 71424      | 71490        |
| Saint-Léger-du-Bois       | 549 (2013)     | 21,26      | 26 Einw./km²       | 71438      | 71360        |
| Saisy                     | 324 (2013)     | 17,12      | 19 Einw./km²       | 71493      | 71360        |
| Sully                     | 521 (2013)     | 31,84      | 16 Einw./km²       | 71530      | 71360        |
| Tintry                    | 75 (2013)      | 9,66       | 8 Einw./km²        | 71539      | 71490        |

## Bevölkerungsentwicklung
| 1962  | 1968  | 1975  | 1982  | 1990  | 1999  | 2007  | 2012  |
| ----- | ----- | ----- | ----- | ----- | ----- | ----- | ----- |
| 5.177 | 5.625 | 5.195 | 4.803 | 4.718 | 4.645 | 4.586 | 4.491 |